# Partenit
Partenit (ukr. Партені́т, ros. Партени́т) – osiedle typu miejskiego na południowym brzegu Krymu. Administracyjnie podlega ałusztańskiej Radzie Miejskiej.
Osiedle znajduje się w dolinie zamkniętej między morzem i górami.
Na zachodzie oddzielone jest przez Ajudah od osiedla Gurzuf.
Dzień Osiedla oraz Dzień św. Jana Gockiego są obchodzone 9 lipca.

## Historia
W dolinie partenickiej 100–35 tys. lat temu przebywali neandertalczycy. Świadczą o tym rzeczy znalezione w polu w pobliżu Partenitu. Znaleziska podobne są do noży: mają jeden bok płaski, a drugi obrobiony uderzeniami młotka. W okolicy osiedla został znaleziony także dobrze obrobiony młotek kamienny człowieka epoki brązu.
Starożytna grecka nazwa osiedla pochodzi od greckiego słowa παρθενος, które znaczy „dziewica”. Geograf arabski XII w. Ibn-Idrizi wymieniał Partenit jako Betrabita. W dokumentach genueńskich (Genua posiadała to osiedle w XIV–XV w.) Partenit nazywał się Partamice.
W latach od 1945 do 1991 rok Partenit nosił nazwę Frunzenskoje na cześć M. Frunzego.

## Podział
Partenit dzieli się na 2 rejony umowne: górny i dolny.
Do rejonu górnego należą ulice: Budownicza, Szosa Frunzeńska, im. Wasylczenki. Największa wśród nich to Szosa Frunzeńska obejmująca 21 domów.
Do rejonu dolnego należą ulice: Zwycięstwa, Słoneczna, Partenicka, Parkowa, zaułek Skalisty. Wśród nich największa to Słoneczna obejmująca 15 domów.
Oba rejony łączą dwie drogi i jedne schody.

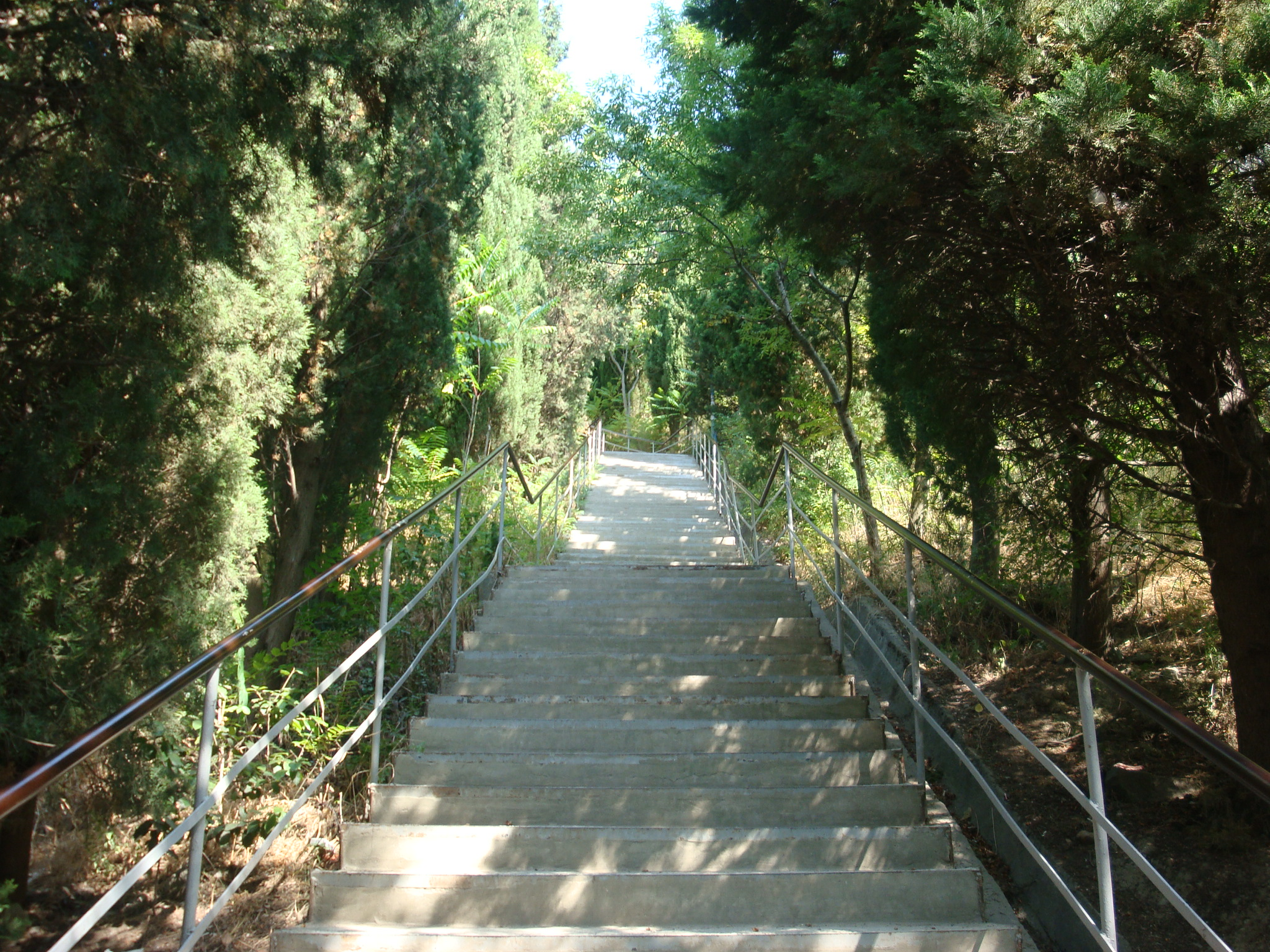
Schody w Partenicie

## Infrastruktura
W osiedlu funkcjonuje szkoła ogólnokształcąca, szkoła muzyczna, ambulatorium, filia ałusztańskiej dziecięcej szkoły artystycznej, 2 sanatoria i dom wypoczynkowy. Działają także 2 biblioteki. Znane zespoły muzyczne to dziecięca orkiestra kameralna „Wirtuozi Partenitu” oraz zespół harmonistów. Działają wspólnoty Ukraińskiego Kościoła Prawosławnego Patriarchatu Moskiewskiego i baptystów.

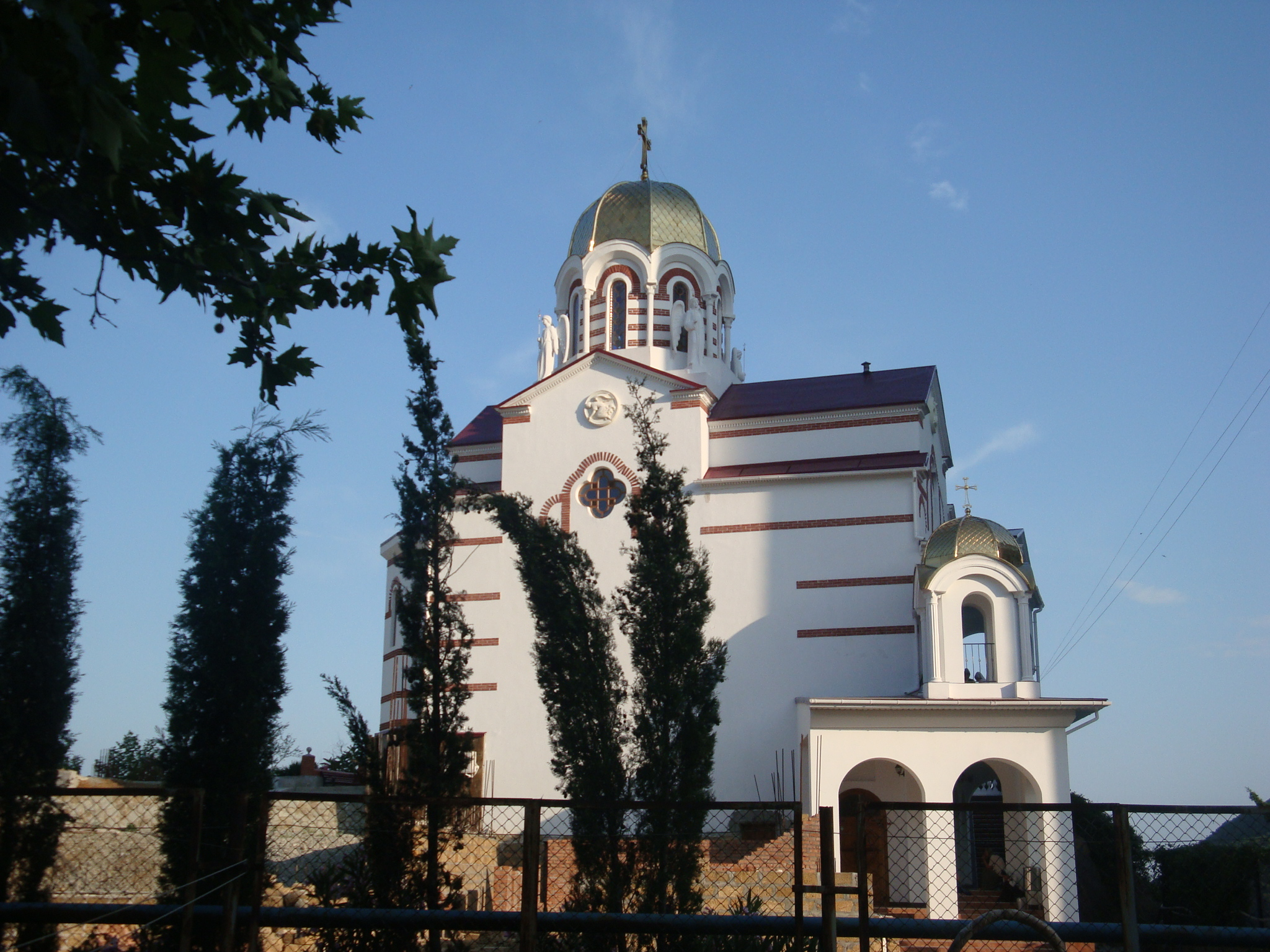
Cerkiew prawosławna

Na terenie sanatorium „Krym” funkcjonuje delfinarium. W nim żyją 3 dorosłe butlonosy.

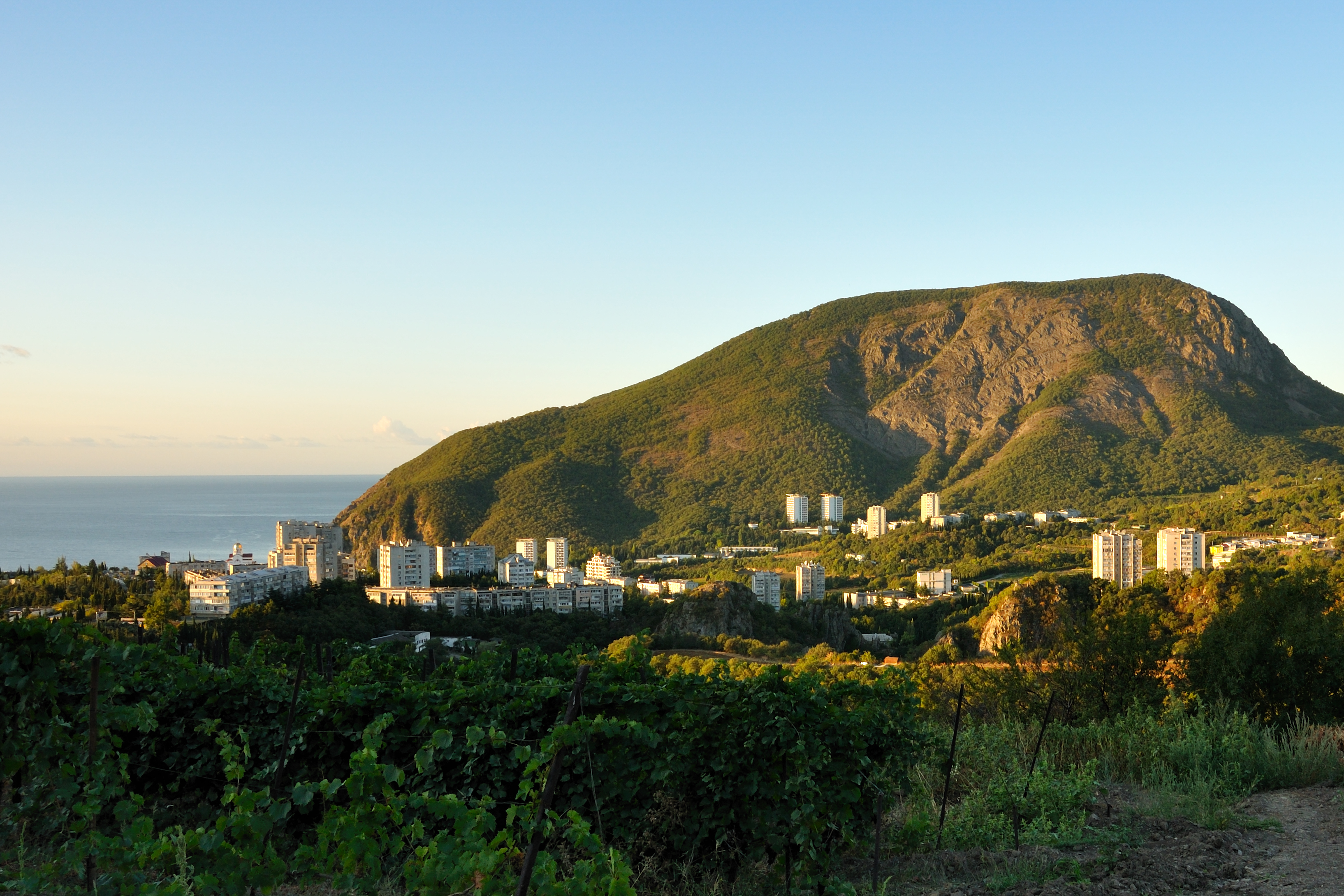
Partenit na tle Ajudahu

## Zabytki
Zabytki sztuki ogrodowej i parkowej:
- Karasan (1. połowa XIX wieka) – obszar 18 ha, 220 gatunków roślin reliktowych;
- park domu wypoczynkowego „Ajwazowskie” (własność oligarchy S. Taruty)
- Zabytek przyrody – Góra Ajudah

Architektura:
- Zagroda Rajewskich (lata 80. XIX wieku – w parku „Karasan”)
- minaret meczetu (XVIII–XIX w.)

Archeologia:
- Osada Partenity (VI–XV w.)
- Osiedla, cerkwie, klasztory, budowle obronne na Ajudahu.

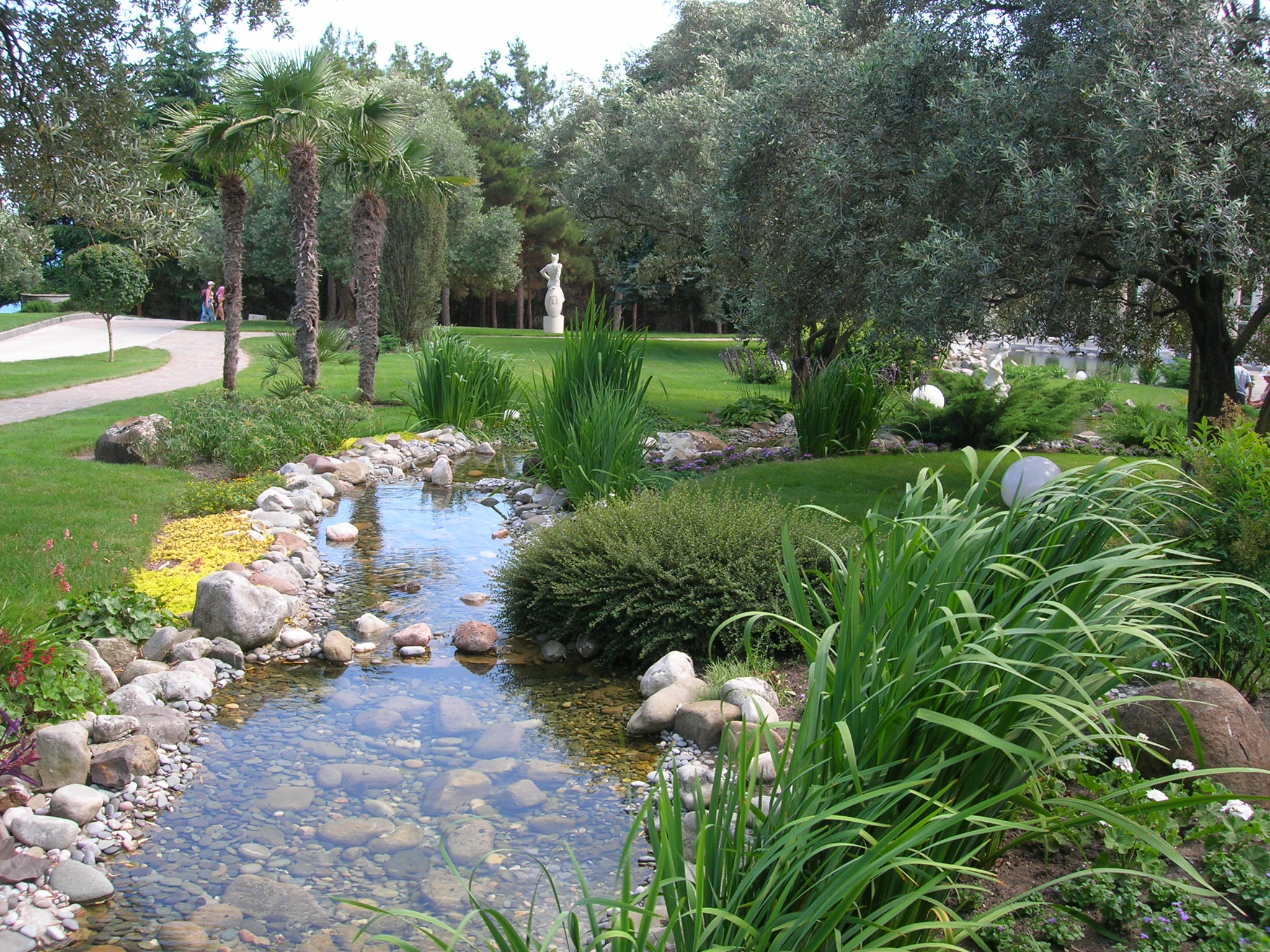
Park Domu wypoczynkowego „Ajwazowskie” – Gaj Oliwkowy

Pomniki: Awicenny, św. Jana Gockiego, M. Frunzego, rodaków poległych podczas II wojny światowej.